# 서브프라임 모기지 사태

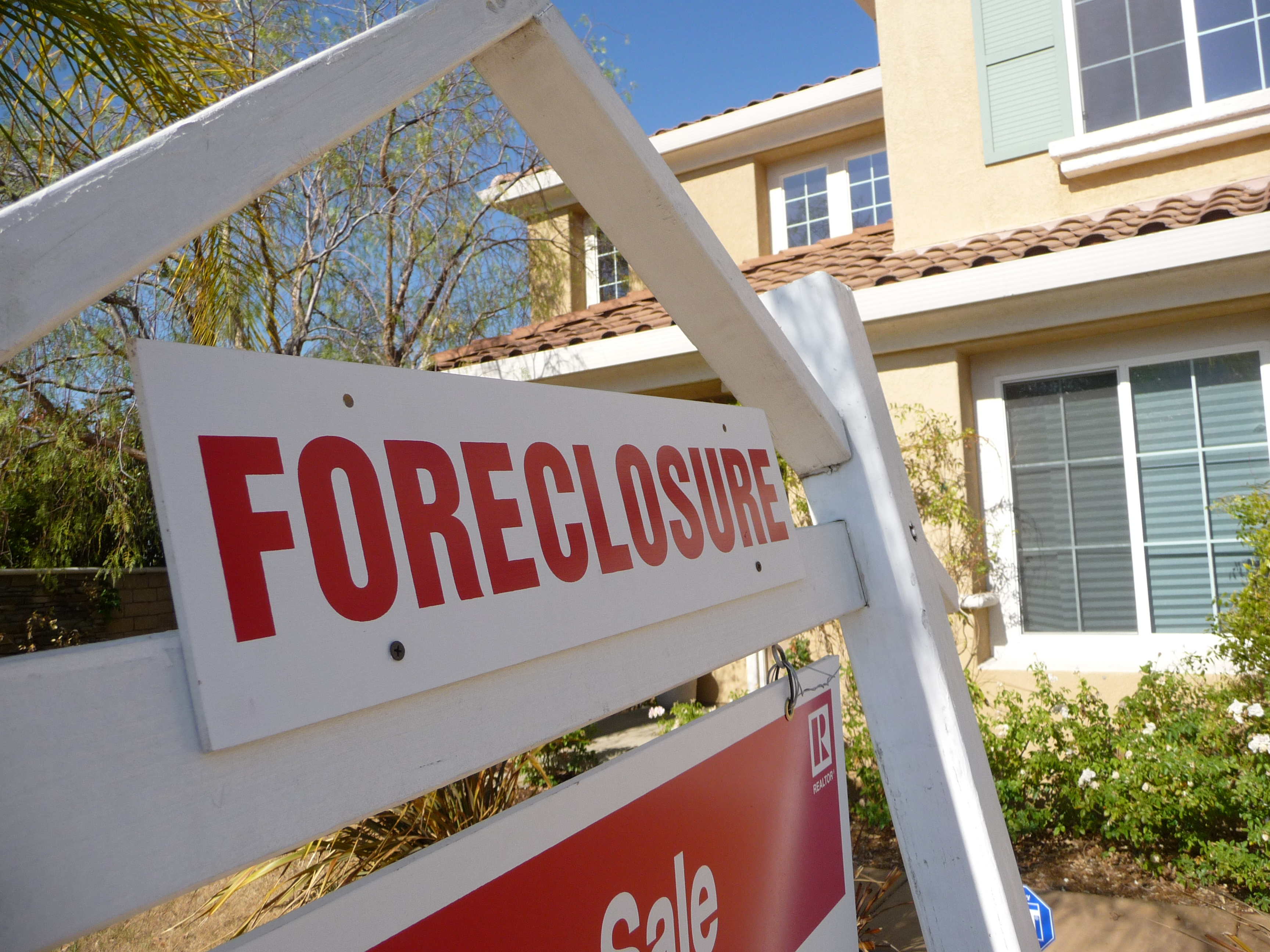

서브프라임 모기지 사태(subprime mortgage crisis)는 미국에서 2007년 하반기부터 2010년까지의 일련의 경제위기 사건들로, 국제금융시장에 신용경색을 불러 2008년 세계 금융 위기를 일으키는 데 직접적인 영향을 준 전세계적 금융 위기이다. 미국에서 부동산 거품이 꺼진 후 발생한 부동산 가격의 급락으로 촉발됐으며, 이는 모기지론 부실, 대규모 차압 및 주택저당증권 가치 하락을 일으켰다. 이로 인한 부동산 투자 침체 이후 대침체가 발생했으며, 그 후 소비자지출 및 사업 투자가 감소하는 현상이 일어났다. 소비자지출의 경우 높은 가정부채와 부동산 가격 감소폭이 높은 지역에서 감소세가 특히 높았다.
모기지 사태 발발 직전의 부동산 거품은 주택저당증권(MBS)와 부채 담보부 증권(CDO)로 이뤄져있었다. 이 증권 상품들은 초기에 이자율로 인한 고수익율과 신용평가기관의 저위험 평가로 인기를 누렸다. 2007년 하반기부터 경제위기의 조짐이 보였으나 아직 위기 전이었고, 2008년 9월 리먼 브라더스를 필두로 대형 대부업체들의 파산으로 본격적으로 가시화됐다.
모기지 사태 원인으로는 금융 기관, 규제, 신용평가기관, 정부 부동산 정책, 소비자를 포함한 다양한 요인들이 거론됐다. 이 중 근인은 서브프라임 모기지의 증가와 부동산 투기 급증 두 가지였다. 고위험성 금융상품인 서브프라임 모기지의 비율은 2004년 8% 이하에서 2006년 추정치 20%로 급증했으며, 일부 미국 지역에선 이보다 현저히 높은 서브프라임 모기지 비율을 기록했다. 이 서브프라임 모기지의 대부분(2006년 기준으로 90% 이상)은 일정 기간 후 이자율이 상승하는 조건이 붙었다. 동시기, 부동산 투기 또한 증가해, 소유 부동산에 거주하지 않는 투자자의 모기지 비율이 2000년 20%에서 2006–2007년 경 35%로 상승했다. 이 투자자들은 프라임 평가를 받은 이들을 포함해도 부동산 가격 하락시 채무 불이행(디폴트)을 선언하는 비중이 비투자자들보다 훨씬 높았다. 이는 고위험성 모기지 상품의 대출조건 완화로 말미암아 생긴 변화로, 미국의 가정부채를 증가하는 현상으로 이어졌다. 가처분 소득에 대한 가정부채 비율은 1990년 77%에서 2007년 말 127%까지 치솟았다.
미국 거주지 가격이 2006년 중반 정점을 기록하고 급락하자, 차입자가 대출을 상환하는 데에 차질이 생겼다. 변동 금리 모기지가 계약기간 후 이자율을 높여 월세가 증가하자, 모기지 연체 수가 급증했다. 때문에 서프프라임 모기지를 포함한 모기지 론으로 구성된 증권은 가치를 상실하면서 이에 투자한 국제금융기업들의 손실이 발생했다. 국제 투자자들은 사금융 대출이 감소하면서 모기지 기반 대출 및 증권들의 구입을 사양하게 됐다. 미국의 신용 및 경제 건전성에 대한 우려가 높아지자, 이에 따라 전세계적 신용위축과 미국과 유럽의 경제성장률 감소가 발생했다.

## 개요
서브프라임 모기지 경제위기는 미국과 유럽 국가들에 장기간의 악영향을 끼쳤다. 미국은 심각한 수준의 경제 공황에 접어들어 2008년과 2009년 동안 전체 노동인구의 6%에 해당하는 900만 명의 노동자들이 실업자가 됐다. 미국 실업률은 2014년 5월에 들어서야 공황 이전인 2007년 12월경 수치로 회복됐다. 미국의 가구순자산은 공황전 2007년 2분기에서 13조 달러 (20%)가량 추락해 2012년 4분기에서야 원래 수치로 회복할 수 있었다. 미국 부동산 가격과 주식시장은 2009년 초까지 각각 평균 30%, 50% 감소했으며, 주식은 2012년 9월에 들어서야 2007년 12월의 수치로 회복했다. 유럽 또한 서브프라임 모기지 사태로 인해 유럽 국가 부채 위기를 겪었으며, 2008년부터 2012년까지 실업 해결 및 금융 건전성 회복에 추정치 9400억 유로를 투입해야 했다.

## 원인

### 서브 프라임 모기지 사태
사태의 발단은 2000년대 초반부터 시작되었다. 2000년대 초반 IT버블 붕괴, 911테러, 아프간/이라크 전쟁 등으로, 미국 경기가 악화되자 이에 미국은 경기부양책으로 초 저금리 정책을 펼쳤다. 이에 따라 주택융자 금리가 인하되었고 그러자 부동산가격이 상승하기 시작했다. 주택담보대출인 서브프라임모기지의 대출금리보다 높은 상승률을 보이는 주택가격 때문에 파산하더라도 주택가격 상승으로 보전되어 금융회사가 손해를 보지 않는 구조여서 거래량은 대폭 증가하였다. 증권화된 서브프라임 모기지론은 높은 수익률이 보장되며 신용등급이 높은 상품으로 알려져 거래량이 폭증했다.
하지만, 2004년 미국이 저금리 정책을 종료하면서 미국 부동산 버블이 꺼지기 시작했으며, 서브프라임모기지론 금리가 올라갔고 저소득층 대출자들은 원리금을 제대로 갚지 못하게 된다. 증권화되어 거래된 서브프라임 모기지론을 구매한 금융기관들은 대출금 회수불능사태에 빠져 손실이 발생했고, 그 과정에 여러 기업들이 부실화된다. 미 정부는 개입을 공식적으로 부정했고 미국의 대형 금융사, 증권회사의 파산이 이어졌다. 이것이 세계적인 신용경색을 가져왔고 실물경제에 악영향을 주었고, 이는 세계 경제시장에까지 타격을 주어 2008년 이후에 세계금융위기까지 이어지게 되었다.

## 영향
- 2007년 4월 - 미국 2위의 서브프라임 모기지 대출회사인 뉴센추리 파이낸셜이 파산신청을 하였다.
- 2007년 8월 - 미국 10위권인 아메리칸 홈 모기지 인베스트먼트(AHMI)사가 델라웨어주 웰밍턴 파산법원에 파산보호를 신청하였다. AHMI는 알트-A 등급(프라임과 서브프라임의 중간 등급) 모기지가 전문인 업체이다.
- 세계 3위 은행인 HSBC는 미국 주택시장에 뛰어 들었다가 107억 달러(약 10조 1,000억 원)를 회수 못할 위기에 놓였다.
- 미국 보험사인 CAN 파이낸셜이 서브프라임 투자로 9,100만 달러의 손실을 입었다.
- AIG는 최악의 경우 50억 달러의 손실을 기록할 것으로 추정되었다.[16]
- 스탠더드 앤드 푸어스 (S&P)는 미국의 대출회사들이 성장세를 유지하기 위해 최근 수년간 신용도가 낮은 사람들에 대한 대출을 늘려왔다면서, 부동산 서브프라임 위기가 자동차 서브프라임 위기로 확산될 수 있다고 보고서를 발표했다.
- 산은경제연구소, 삼성경제연구소 등 한국의 일부 경제관련단체에서는 미국의 서브프라임 모기지 부실이 미국 가계소비 위축에 따른 미국 경기의 급격한 침체로 이어질 경우, 한국내 금융시장 충격과 대미수출도 지장을 우려하고 있다. 미국은 세계 GDP의 20%를 차지하는 매우 큰 경제시장이다.
- 2007년 8월 9일 프랑스 최대은행 BNP 파리바은행은 자사의 3개 자산유동화증권(ABS)펀드에 대한 자산가치 평가 및 환매를 일시 중단했다. 서브프라임 부실로 인한 신용경색이 그 이유이다. 상환을 중단한 3개 펀드는 BNP파리바 ABS유리보, 파베스트 다이나믹ABS, BNP파리바ABS에오니아 등이고, 그 규모는 27억 5천만 유로에 달한다.

## 대응
- 벤 버냉키 미국 연방준비제도이사회(FED) 의장이 서브프라임 모기지 부실에 따른 금융손실이 최대 1천억 달러(약 91조 7천억 원)로 추산된다고 미국 상원 은행위원회의 청문회에서 밝혔다. 그러나 미국 경제 전반에 주는 영향은 제한적일 것이라고 말했다.

- 리먼브라더스 구제금융 거부함

미국 연방준비제도이사회(FED)와 미 재무부가 리먼 브러더스에 대한 구제금융을 불가입장을 고수했다. 미국 정부의 이런 입장은 우선 국민 세금으로 개별 업체의 경영부실에 따른 손실을 막아주는 것은 좋지 않은 선례를 남겨 도덕적 해이를 확산시킬 우려가 있다는 점을 의식한 것으로 분석된다.
- AIG 구제금융

미국 연방준비제도이사회(FED)는 2008년 9월 16일 AIG에 850억 달러의 구제금융을 제공키로 하였다. FED는 AIG의 무질서한 몰락은 이미 심각한 금융시장의 취약성을 더 심화시키고 자금조달 비용을 크게 높이는데다 가계의 자산을 감소시키고 경제의 활력을 더욱 약화시키는 결과를 가져올 수 있기 때문에 이런 결정을 내렸다고 밝혔다. 부시대통령도 FED의 조치에 지지한다면서 금융시장의 안정을 강조하며 대변인을 통해 밝혔다. 정부도 이번 AIG 구제로 납세자 부담은 없을 것으로 밝히며 '도덕적 해이'에 대한 비난에 미리 대응하는 모습을 보이고 있다. 그러나 AIG 구제는 리먼브러더스는 몰락하게 놔둔 것과 비교해 누구는 살리고 누구는 몰락하게 놔두는가에 관한 '대마불사'의 기준을 둘러싼 논란을 불러오고 다른 기업들도 정부에 손을 벌리게 하는 여지를 만들어 준 것으로 분석되고 있다. AIG는 정부의 지원을 받는 대가로 경영진 교체, 자산매각 등의 구조조정을 겪을 것으로 보인다.

로이터 통신은 미 정부가 리먼을 구하는 것을 거부한 지 이틀 만에 AIG를 구제키로 함으로써 '대마불사'의 기준을 어떻게 정하는지에 관한 논란을 불러왔다고 전했다. 뉴욕대의 누리엘 루비니 교수는 로이터에 자동차나 항공사 등도 정부의 도움을 청할 것이라면서 "이익은 사유화하고 손실은 사회화하는 시스템이 지속되고 있다"고 말해 경영 잘못으로 어려움에 빠진 기업들을 정부가 납세자 부담으로 구제하는 것에 문제를 제기했다.

### 비판
미국 재무부는 TARP라는 특수 기금을 창설하여 금융 기관들에게 퍼부었으나 엉뚱한 회사에까지 돈을 퍼 주어서 도덕적 해이를 유발했다는 비판을 받았다. 그 대표적인 경우가 아메리칸 익스프레스(American Express)에 대한 구제금융과 에이비스(Avis)에 대한 구제금융이다..
- 아메리칸 익스프레스 구제금융

제2금융권의 거물이었던 아메리칸 익스프레스는 금융위기가 진행 중이던 때에 금융지주회사로의 전환을 신청하고 그에 필요한 자본금을 확충하기 위해서 수십억 달러 규모의 구제금융을 신청했다. 그 결과 구제금융은 '먼저 먹는 사람이 임자인' 눈먼 돈이 되었다는 비난이 쏟아졌다.
- 에이비스 구제금융

렌터카 업체인 에이비스는 금융기관들을 대상으로 하던 TARP에 구제금융을 신청했다. 에이비스의 논리는 재무부가 에이비스에게 구제금융을 지원해 주면 에이비스가 더 많은 렌터카를 구입해 둘 것이며, 그러면 미국 자동차업체가 살아날 수 있다는 억지 논리였다. 이 사례 역시 업계의 도덕적 해이를 잘 보여주는 예다.

## 같이 보기
- 세계금융위기
- 모기지 론